# Братислав
Братислав је српско име словенског порекла настало од речи брат и слава. Женски облик овог имена је Братислава. Може се односити на следеће особе.
- Братислав Мијалковић, бивши фудбалер
- Братислав Живковић, бивши фудбалски везиста